# Лещинский, Михаил Яковлевич
Михаи́л Яковлевич Лещи́нский (23 августа 1872 — 5 октября 1927) — харьковский фотограф начала XX века, основатель фотоателье «Русская Светопись» (после 1917 г. «Красная Светопись»).

## Биография
Родился в семье отставного николаевского солдата-кантониста Лейба Иосифовича Лещинского в г. Грайворон Курской губернии 23 августа 1872 года (по другим сведениям, 20 августа 1867 г.). В 1885 году, после смерти отца, семья переехала в Елисаветград, а чуть позже, в 1888 г. — в Харьков.
Работал в студии города Лозовая Павлоградского уезда Екатеринославской губернии в качестве ученика.
В 1895 году проходил военную службу.
В 1897 году открыл в Харькове собственное фотоателье «Русская Светопись», первое в Российской империи фотографическое ателье для съёмки при электрическом освещении.
Был участником и призёром множества фотовыставок и конкурсов. В 1903 году он был удостоен золотой медали и денежной премии на Международной выставке в Лондоне и на Международной выставке в Риме, а также медали на Витебской фотовыставке и Международной выставке в Москве.
В 1904 году поступил в Мюнхенскую фотографическую школу. Регулярно посещал страны Западной Европы с целью совершенствования своего фотографического мастерства.
20 октября — 1 ноября 1909 года был в составе жюри фотовыставки Харьковского отделения Императорского технического общества.
Его фотоателье переехало на ул. Сумскую, дом № 11, и называлось «Русская Светопись».
Фотограф снимал представителей народа в национальных костюмах.
Особым направлением было фотографирование модников и модниц.
Помимо предпринимательства находился на государственной службе в качестве фотографа при местах заключения. Был награждён высочайшей наградой — серебряной медалью «За усердие» на Станиславской ленте.
Его фотографии публикует журнал фирмы «Кодак» «Профессионал — фотограф» и «Театр и искусство» (№ 2).
Во время Революции 1917 года и Гражданской войны он продолжил работать в Харькове. Был автором известных фотооткрыток со сценами из спектаклей «Дядя Ваня» и «Вишнёвый сад», выпущенные летом 1919 года во время гастролей труппы актёров Московского Художественного театра в Харькове.
В начале 1920 годов он организует фотоателье «Красная Светопись» в самом центре Харькова на площади Тевелева.
В годы НЭПа много снимал виды Харькова. Некоторые из этих снимков публиковались в харьковском журнале «Всесвіт» и в новом московском журнале «Огонёк».
5 октября 1927 года скончался в Харькове.

## Семья
- Сын — Владимир Михайлович Лещинский (род. 1906), фотограф, фотокорреспондент ТАСС в Новосибирске в 1940—1970 гг[11][12].

## Фотографии

Лещинский М.Я. Портрет юноши.
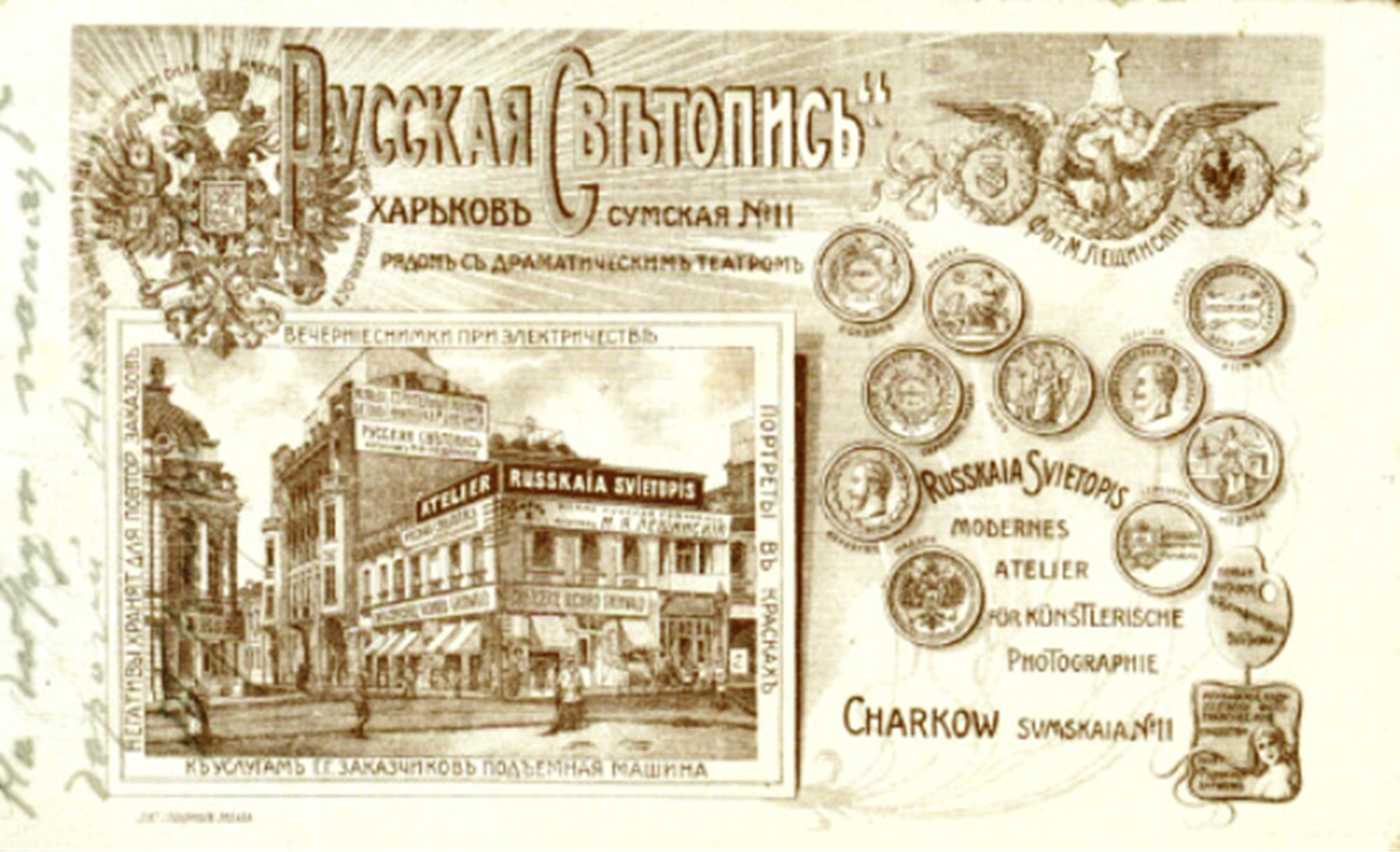
Лещинский М.Я. Паспарту.
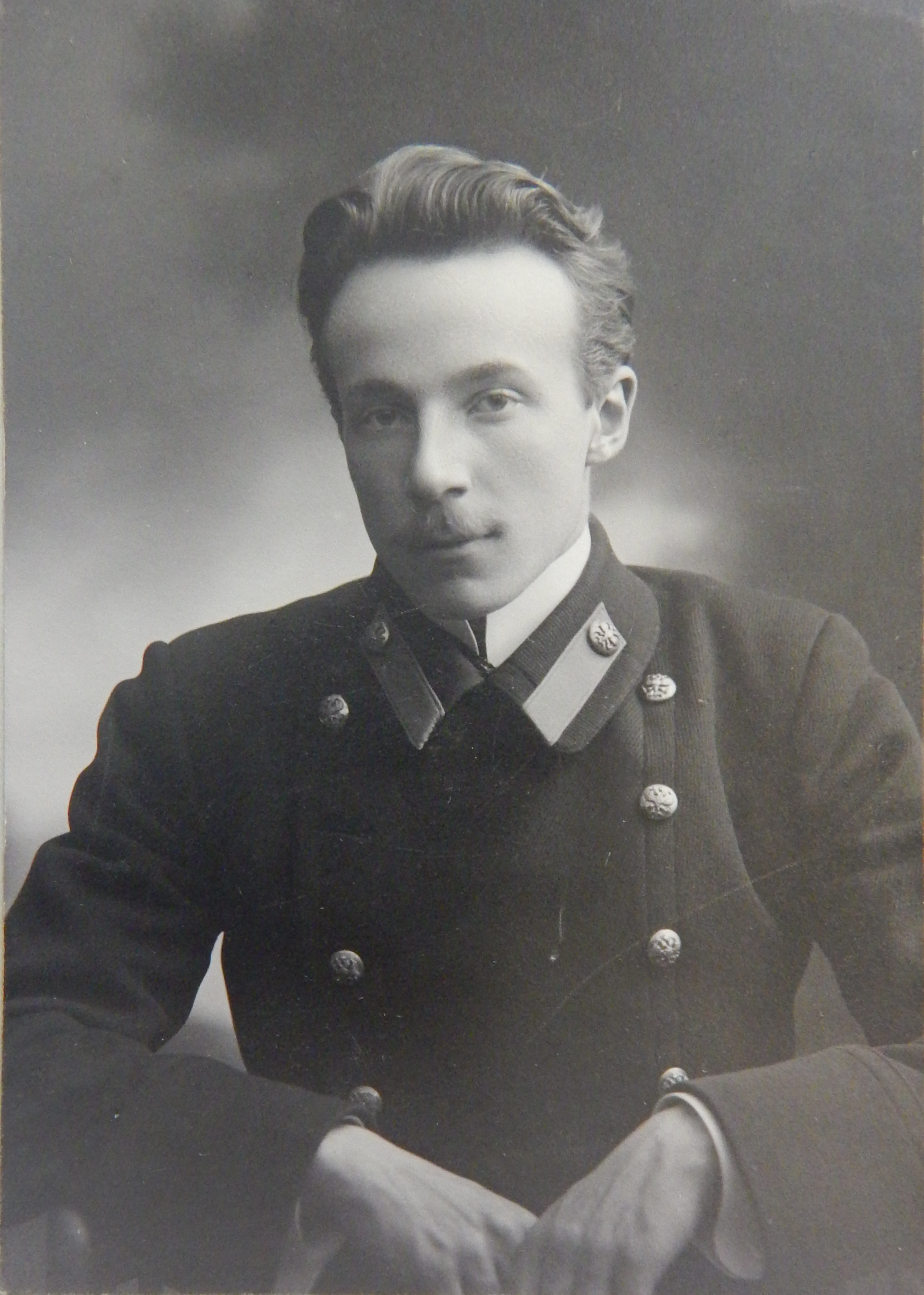
Лещинский М.Я. Портрет Юрия Габеля.